# Joseph Joseph
Pour les articles homonymes, voir Joseph.
Clip vidéo
[vidéo] « The Andrews Sisters - Joseph Joseph », sur YouTube
[vidéo] « Hot Club du Nax - Joseph Joseph », sur YouTube
Joseph Joseph est une chanson d'amour-standard de jazz, écrite, composée, et adaptée par Shlomo Samuel Steinberg, Nellie Casman, Sammy Cahn, et Saul Chaplin, et enregistrée en disque 78 tours chez Decca Records par The Andrews Sisters (les sœurs Andrews) en 1938,.

## Historique
The Andrews Sisters deviennent des stars internationales avec leur succès fulgurant de l’adaptation jazz par Saul Chaplin de Bei Mir Bist Du Shein (Pour moi tu es belle, en yiddish) en 1937, interprétée avec l'orchestre big band jazz de Vic Schoen (en). Ces derniers réitèrent un nouveau succès international (18e du Billboard Hot 100 américain) avec ce tube Joseph Joseph (adapté de la chanson yiddish Oh, Yossel, Yossel, écrite et composée en 1923 par Shlomo Samuel Steinberg, pour et avec son épouse chanteuse-actrice Nellie Casman,, sur le thème d'une « demande de mariage ») « Oh Joseph, Joseph, Joseph, le temps est fugace, et ici et là mes cheveux sont grisonnants, ma maman a peur de ne jamais entendre les cloches du mariage, oh Joseph, Joseph, pourquoi ne pas décider du jour... ».

## Reprises et arrangements
Ce standard de jazz-jazz manouche est entre autres reprise par Johnny & Jones (en) (1939), Alexander Tsfasman (swing russe, 1939), Nino Ferrer, Avalon Jazz Band (version jazz manouche), et Hot Club du Nax (version jazz manouche)... 